# Licko-senjská župa
Licko-senjská župa (chorvatsky Ličko-senjska županija) je župa na severu Dalmácie v Chorvatsku. Její hlavní město je Gospić. Rozkládá se na území regionu, známého pod názvem Lika.

## Charakter župy
Župa hraničí na jihu se Zadarskou župou, na východě s Bosnou a Hercegovinou, její entitou Federací Bosny a Hercegoviny, na severu pak s Karlovackou a Přímořsko-gorskokotarskou župou. Na západě je mořské pobřeží. K župě patří ještě některé ostrovy, jako např. severní část Pagu nebo ostrůvky Oruda a Veli Dolfin. Ve vnitrozemí se nacházejí velmi známé národní parky a pohoří Velebit. Licko-senjská župa je se svou rozlohou 5 353 km² největší chorvatskou župou, zároveň je však s 50 927 obyvateli tou nejméně osídlenou. 86 % obyvatel jsou Chorvati a 12 % tvoří Srbové. Původně bylo obyvatelstvo etnicky zastoupeno v poměru 1:1, avšak po chorvatské válce za nezávislost se tento poměr změnil ve prospěch obyvatelstva chorvatské národnosti.

## Obyvatelstvo
Chorvati tvoří většinu s 84,15 % populace, následováni Srby s 13,65 %. Srbové tvoří většinu v opčinách z Vrhovine, Donji Lapac a Udbina.
V roce 1991, před propuknutím Chorvatské války za nezávislost a rozpadem Jugoslávie, tvořili Chorvati 59,7 % populace, zatímco Srbové tvořili 37 %. V oblasti župy bývala významná srbská populace; většinou se nacházela ve východní části župy, kde tvořili většinu. Celá bývalá Licko-krbavská župa, volně se překrývající s oblastí moderní Licko-senjské župy, při sčítáních v roce 1900 a 1910 dokonce registrovala srbskou většinu (51,2 %, resp. 50,8 %).

### Města
- Gospić (hlavní)
- Novalja
- Otočac
- Senj

### Opčiny
- Brinje
- Donji Lapac
- Karlobag
- Lovinac
- Perušić
- Plitvička Jezera
- Udbina
- Vrhovine